# Tinga (ur. 1978)
Tinga, właśc. Paulo César Fonseca do Nascimento (ur. 13 stycznia 1978 w Brasilii) – brazylijski piłkarz, pomocnik. Obecnie gra w SC Internacional, z którym w 2006 r. wygrał Copa Libertadores.

## Kariera piłkarska
- 1996–1999 –  Grêmio Porto Alegre
- 1999–2000 –  Kawasaki Frontale
- 2000–2000 –  Botafogo de Futebol e Regatas
- 2000–2003 –  Grêmio Porto Alegre
- 2003–2004 –  Sporting CP
- 2004–2006 –  SC Internacional
- od 2006 –  Borussia Dortmund